# Trattato di Ried
Il trattato di Ried sancì l'uscita del Regno di Baviera dalla Confederazione del Reno e, di conseguenza, dall'alleanza militare con l'Impero francese, e la sua adesione alla sesta coalizione contro il precedente alleato. Esso fu firmato nella cittadina austriaca di Ried im Innkreis l'8 ottobre 1813, e costituì un precedente che fu seguito molto presto dagli altri stati della Confederazione renana.

## Antefatti
Già nel marzo del 1813 il cancelliere austriaco Klemens von Metternich cercò di convincere la Baviera ad un rovesciamento delle sue alleanze. L'opportunità di tale decisione tuttavia era contrastata dai successi ottenuti dall'esercito francese nella prima parte dell'anno, il che portò ad una situazione di attendismo da parte del re di Baviera,  Massimiliano I Giuseppe. Contro tale attendismo crescevano le spinte del feldmaresciallo Carl Philipp von Wrede e quelle del pretendente al trono, e futuro re di Baviera, Ludovico. Anche il primo ministro Maximilian von Montgelas condivideva la tesi dell'opportunità per la Baviera di passare nel campo degli Alleati contro i Francesi.

## Il trattato
I trattato di Ried conteneva undici articoli normali ed altrettanti segreti. La Baviera, una volta uscita dalla Confederazione del Reno, doveva partecipare alla guerra contro Napoleone a fianco degli alleati della sesta coalizione, fornendo un'armata di almeno 36.000 effettivi. L'Austria garantiva in cambio la consegna alla Baviera degli ampi territori, che nel 1805 aveva ottenuto dalla Francia con il  Trattato di Schönbrunn, sui quali la Baviera stessa avrebbe avuto la piena sovranità.
Per successive cessioni da trattarsi, sarebbero state concessi risarcimenti di pari valore.
Il cambiamento di schieramento della Baviera fu definito con la firma del trattato.
Per l'Impero austriaco il trattato fu sottoscritto dal principe Enrico XV di Reuss zu Plauen e per il regno di Baviera dal feldmaresciallo Carl Philipp von Wrede.

## Conseguenze
Dopo che il 14 ottobre 1813 la Baviera, in conformità agli impegni presi con questo trattato, aveva dichiarato guerra alla Francia, anche la Prussia e la Russia sottoscrissero il trattato. Successivamente furono conclusi trattati simili con altri stati della Confederazione del Reno.